# Polk City (Iowa)
Polk City ist eine Stadt (mit dem Status „City“) im Polk County im US-amerikanischen Bundesstaat Iowa. Das U.S. Census Bureau hat bei der Volkszählung 2020 eine Einwohnerzahl von 5.543 ermittelt.
Polk City ist Bestandteil der Metropolregion um Iowas Hauptstadt Des Moines.

## Geografie
Polk City liegt im westlichen Zentrum Iowas, im nördlichen Vorortbereich von Des Moines. Die Stadt liegt am Ostufer des Saylorville Lake, einem Stausee des Des Moines River, einem rechten Nebenfluss des Mississippi.
Die geografischen Koordinaten von Polk City sind 41°46′17″ nördlicher Breite und 93°42′47″ westlicher Länge. Die Stadt erstreckt sich über eine Fläche von 11,58 km² und verteilt sich über die Madison und die Crocker Township.
Nachbarorte von Polk City sind Sheldahl (11,1 km nördlich), Slater (13,8 km nordnordöstlich), Alleman (13,3 km nordöstlich), Ankeny (13,6 km ostsüdöstlich), Saylorville (15,6 km südöstlich), Johnston (16,6 km südlich), Grimes (14,3 km südwestlich), Granger (11,1 km westlich) und Madrid (16,5 km nordwestlich).
Das Stadtzentrum von Des Moines liegt 26 km südsüdöstlich. Die nächstgelegenen weiteren größeren Städte sind die Twin Cities (Minneapolis und St. Paul) in Minnesota (382 km nördlich), Rochester in Minnesota (327 km nordnordöstlich), Waterloo (193 km nordöstlich), Cedar Rapids (189 km ostnordöstlich), Iowa City (198 km östlich), Kansas City in Missouri (321 km südsüdwestlich), Nebraskas größte Stadt Omaha (233 km westsüdwestlich), Sioux City (281 km westnordwestlich) und South Dakotas größte Stadt Sioux Falls (429 km nordwestlich).

## Verkehr
Der Iowa State Highway 415 führt in Nordwest-Südost-Richtung durch Polk City. Alle weiteren Straßen sind untergeordnete Landstraßen, teils unbefestigte Fahrwege sowie innerörtliche Verbindungsstraßen.
Der nächste Flughafen ist der 33,1 km südlich gelegene Des Moines International Airport.

## Bevölkerung
Nach der Volkszählung im Jahr 2010 lebten in Polk City 3418 Menschen in 1232 Haushalten. Die Bevölkerungsdichte betrug 295,2 Einwohner pro Quadratkilometer. In den 1232 Haushalten lebten statistisch je 2,73 Personen.
Ethnisch betrachtet setzte sich die Bevölkerung zusammen aus 97,2 Prozent Weißen, 0,8 Prozent Afroamerikanern, 0,2 Prozent amerikanischen Ureinwohnern, 0,4 Prozent Asiaten sowie 0,2 Prozent aus anderen ethnischen Gruppen; 1,1 Prozent stammten von zwei oder mehr Ethnien ab. Unabhängig von der ethnischen Zugehörigkeit waren 0,9 Prozent der Bevölkerung spanischer oder lateinamerikanischer Abstammung.
30,5 Prozent der Bevölkerung waren unter 18 Jahre alt, 61,8 Prozent waren zwischen 18 und 64 und 7,7 Prozent waren 65 Jahre oder älter. 50,0 Prozent der Bevölkerung waren weiblich.
Das mittlere jährliche Einkommen eines Haushalts lag bei 89.167 USD. Das Pro-Kopf-Einkommen betrug 34.671 USD. 0,8 Prozent der Einwohner lebten unterhalb der Armutsgrenze.